# Ford Model TT
Ford Model TT — вантажівка компанії Ford, створена на базі Ford Model T у 1917 році, але з довшою колісною базою, важчою рамою та задньою віссю.
Коли в 1917 році було випущено перші три одиниці, модель TT продавалася як шасі, а покупець надавав кузов. Ціна була 600 доларів. Починаючи з 1924 року вантажівка випускалася з кузовом заводського виробництва. До 1926 року ціна впала до 325 доларів. У 1925 році був доданий склоочисник з ручним керуванням.

## Опис

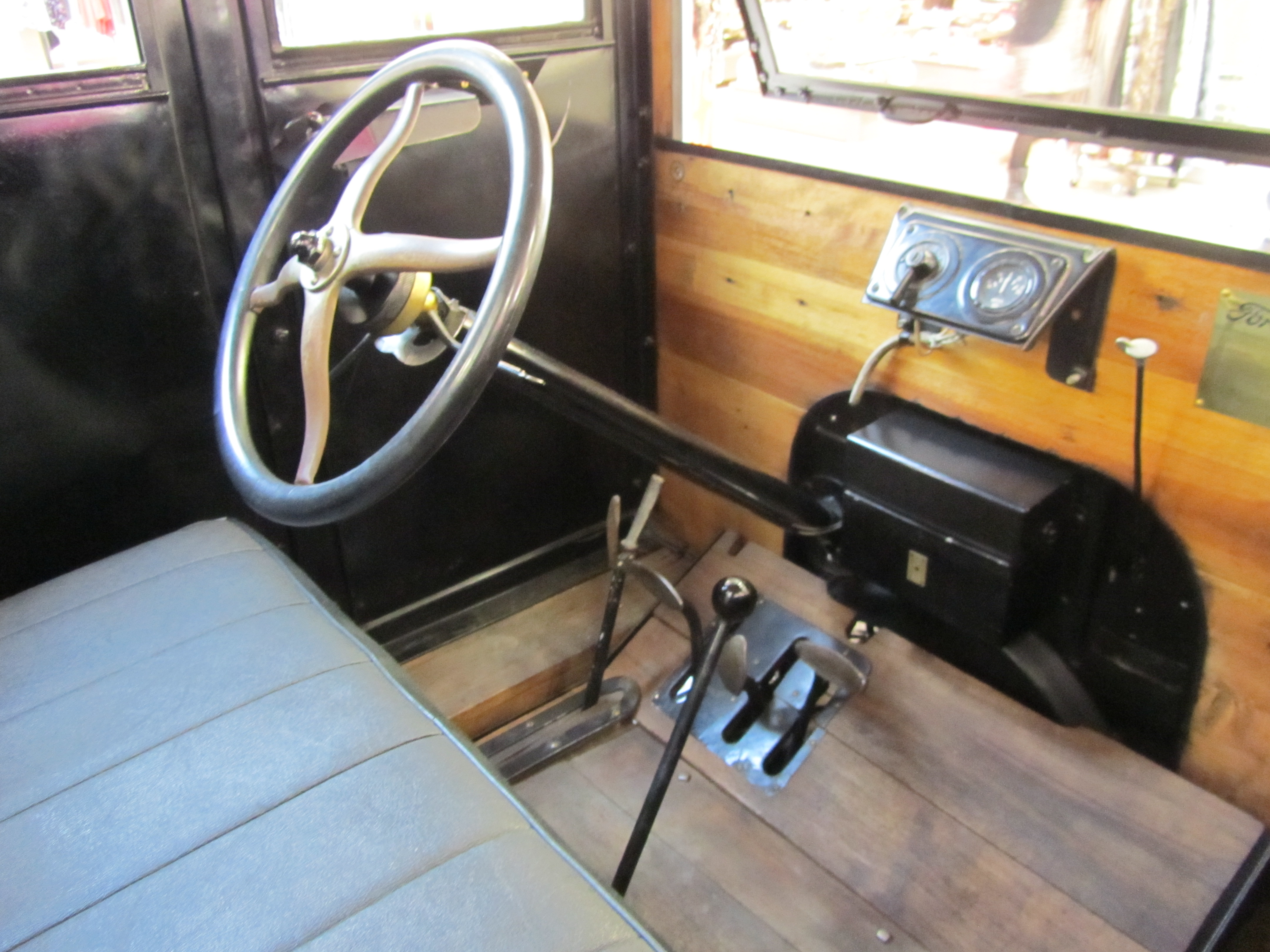

Модель TT була дуже довговічною на той час, але повільною порівняно з іншими вантажівками. При стандартній передачі рекомендована швидкість не більше 15 миль/год (24 км/год), а при спеціальній — не більше 22 миль/год (35 км/год). Через це каталоги аксесуарів пропонували елементи, які допоможуть надати моделі TT більше потужності.
У 1928 році його замінила вантажівка Ford Model AA.

## Військове виробництво
У своїй «Всесвітній енциклопедії військових транспортних засобів» автор Пет Варе пише, що: «Під час Першої світової війни модель T була … стандартизована в „легкому“ класі. Перша вантажівка з шасі з довгою колісною базою, позначена як Model TT, була випущена у 1917 році. Незважаючи на те, що Форд … був пацифістом, він був … щасливий поставити армії США понад 12 000 цих автомобілів, …» і «Цивільного виробництва моделі не було між 1917 і 1918 роками».
Далі Варе пише: «Модель T широко використовувалася арміями США та Британії під час Першої світової війни як штабна машина, машина швидкої допомоги, фургон і вантажівка, навіть як артилерійський тягач, для якого вантажівка була оснащена здвоєним двигуном». Багато з них залишалися в експлуатації до 1930-х років.
Нижче наведено кількість вантажівок Model T, вироблених щороку, не враховуючи виробництво в Канаді:
| Рік  | Одиниць |
| ---- | ------- |
| 1917 | 3       |
| 1918 | 41 105  |
| 1919 | 70 816  |
| 1920 | 53 787  |
| 1921 | 64 796  |
| 1922 | 154 039 |
| 1923 | 246 817 |
| 1924 | 259 118 |
| 1925 | 306 434 |
| 1926 | 213 914 |
| 1927 | 74 335  |